# Mohérové barety
Mohérové barety (polsky moherowe berety) je v Polsku rozšířeným označením starších osob podporujících konzervativní pojetí katolického náboženství, nacionalismu a neakceptujících požadavky zrovnoprávnění homosexuálních párů. V současnosti splynul se skupinou posluchačů Radia Maryja. Původně hanlivé označení přijala nakonec polská katolická pravice za své.

## Satira
Označení pocházející od (často svépomocí) pletených pokrývek hlavy, jaké nosí starší chudé Polky, použila jako první v deníku Rzeczpospolita žurnalistka Maja Narbutt. "Extaticky zahleděné do preláta Jankowského," napsala ve článku Labyrinty kněze 23. října 2004, "odměňují potleskem téměř každé jeho slovo. V Gdaňsku se říká, že otec prelát má svou legii mohérových baretů." Název upomíná na rozšířené označování speciálních vojenských jednotek jako zelené, či jiné barety.
Do širšího povědomí se označení dostalo na podzim roku 2005 prostřednictvím diskutérů internetového fóra deníku Gazeta Wyborcza a následně novinářů po publikování fotografie Roberta Góreckého Mohérový baret na výstrahu. (Fotografie nyní dostupná v placeném archivu Gazety Wyborczé zobrazuje zástup seniorek v pletených čapkách.)

## Politická nálepka
"Ať žije mohérová koalice! Vidím mohérové barety, bravo!" volal ředitel Radia Maryja Tadeusz Rydzyk během předvolebních mítingů, na kterých vyjadřoval podporu stranám PiS, resp. LPR.
Pojem příležitostně užívají i politici. („Polsko není odkázáno na mohérovou koalici,“ uvedl Donald Tusk při debatě v Sejmu o vládním programovém prohlášení premiéra Kazimierze Marcinkiewicze o koalici PiS s LPR). Následně se však za své výroky omluvil.

## Sociální fakt
Výzkum fenoménu mohérových baretů provedla agentura Axciom Polska. Podle jejího zjištění tvoří mohérové barety zhruba 3,1 % polské populace. Jsou to převážně manželé starší padesáti let, jejichž děti už žijí samostatně. Zhruba 80% těchto lidí má pouze základní vzdělání, 36% z nich (dosud) fyzicky pracuje. Zhruba jedna čtvrtina z nich používá mobilní telefon, pevnou linku má zavedenou 84 % z nich a asi polovina má bankovní konto. Ve volném čase luští křížovky, nebo rybaří. Na dovolenou nejezdí. 73 % z nich zůstává doma. (Upozornění: odkaz zahrnuje několik studií v PDF a HTML, které dohromady čítají několik set stran.)